# Pullendorfer Straße
Die Pullendorfer Straße B 61a ist eine Landesstraße in Österreich.

## Geschichte

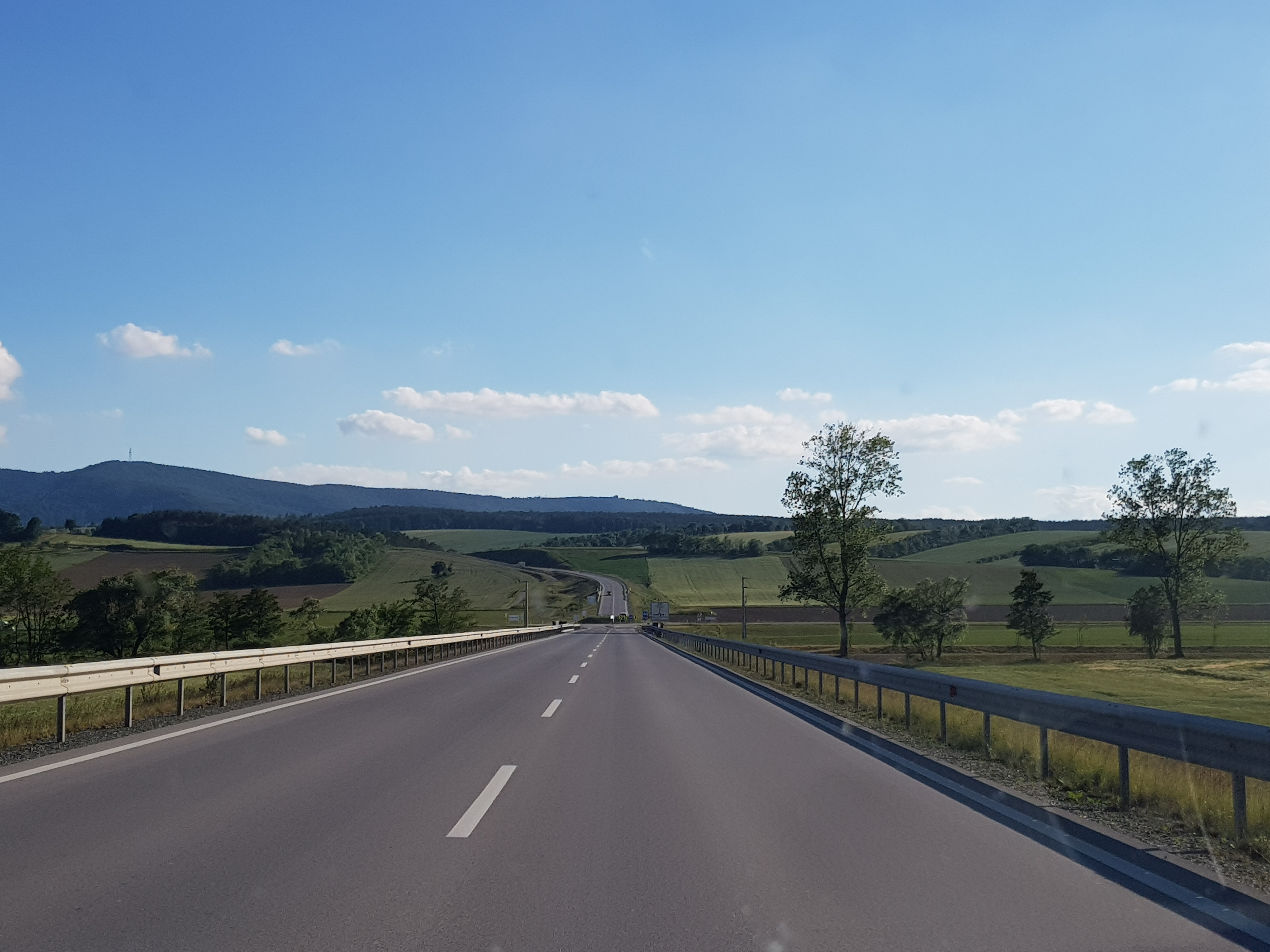
Pullendorfer Straße bei Oberloisdorf

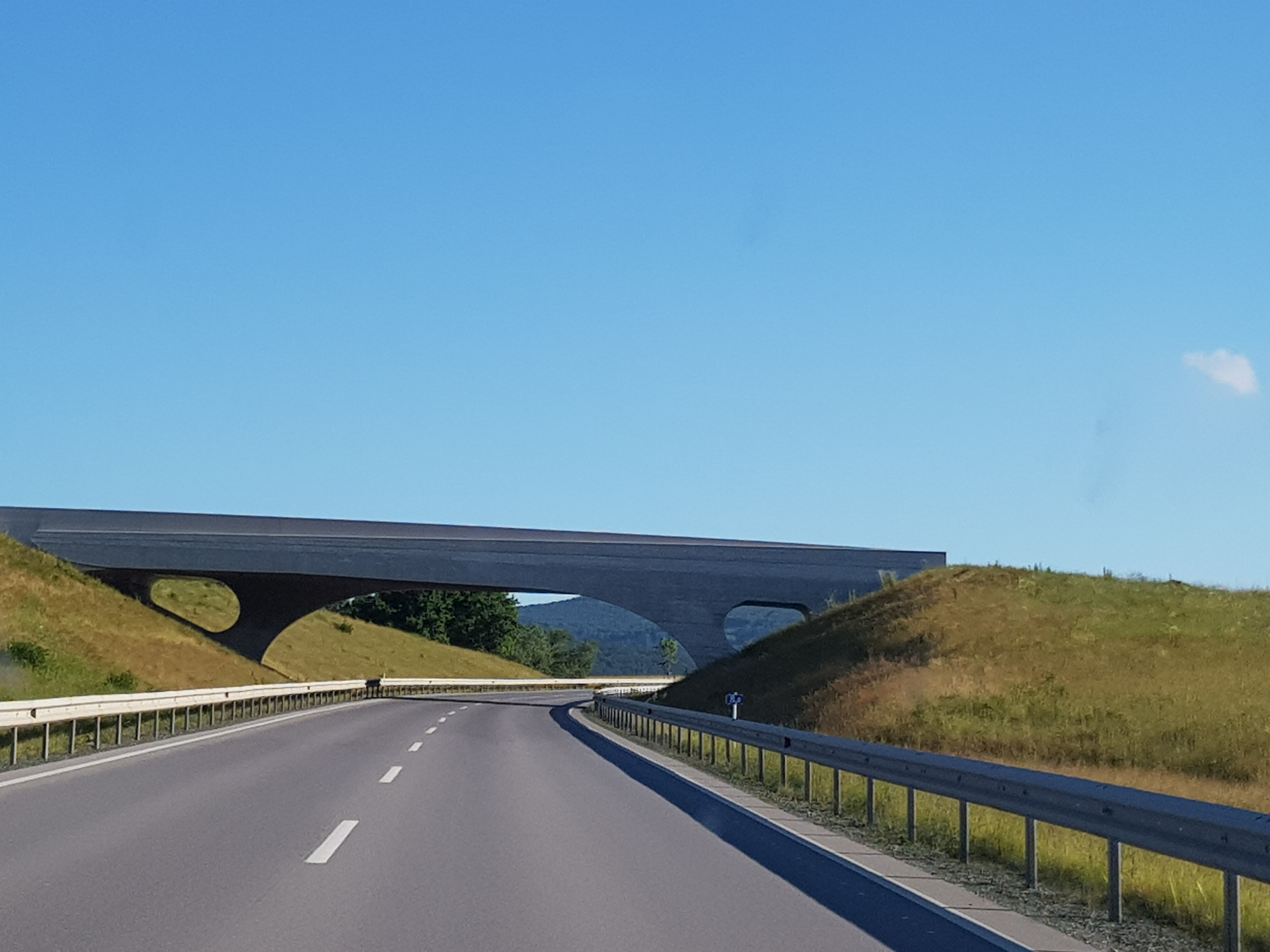
Pullendorfer Straße bei Rattersdorf

Ursprünglich war eine Verlängerung der Burgenland Schnellstraße S 31 von Oberpullendorf-Süd bis zur Günser Straße bei Unterpullendorf sowie in weiterer Folge bis zur ungarischen Grenze bei Rattersdorf geplant. Im November 2010 wurde bekannt, dass dieses Projekt nicht als Schnellstraße, sondern als Landesstraße unter finanzieller Beteiligung des Bundes realisiert werden soll.
Der Spatenstich für den Neubau war am 22. September 2014 beim Kreisverkehr (B 50/Ende der S 31) zwischen Oberpullendorf und Steinberg-Dörfl. Die Strecke führt als Pullendorfer Straße B 61a in zehn Kilometern vorerst bis zur Günser Straße B 61 zwischen Mannersdorf und Rattersdorf, da der letzte Kilometer bis an die ungarische Grenze erst geplant werden konnte, als die Örtlichkeit des Grenzüberganges feststand. Die Verkehrsfreigabe erfolgte am 17. Juli 2017. Finanziert wurde die 37 Mio. Euro teure Strecke vom Bund, der sich durch den Bau der zweistreifigen Landesstraße statt einer vierstreifigen Schnellstraße 40 Mio. Euro erspart.
Der Weiterbau der B61a vom heutigen Kreisverkehr mit der B61 bei Rattersdorf Richtung Ungarn ist seit Mai 2018 in Bau, nachdem Anfang 2017 ein Antrag zur strategischen Umweltprüfung (SUP) eingereicht wurde.
Die B61a soll nach der ungarischen Grenze und vor Kőszeg in die ungarische M 87 einmünden. Auf ungarischer Seite wurde am 26. November 2020 die Anbindung an die B61a offiziell für den Verkehr freigeben.